# Supercopa Ibèrica d'handbol masculina
La Supercopa Ibèrica d'handbol masculina és una competició esportiva de clubs d'handbol espanyols i portuguesos, creada la temporada 2022-23. De caràcter anual, és organitzada per la Reial Federació Espanyola d'Handbol i la Federació Portuguesa d'Handbol. Hi participen els campions de Lliga i Copa de les respectives lligues nacionals. Es disputa en format de final a quatre en una seu neutral, alternant-se anualment a Espanya i Portugal. La competició substitueix la Supercopa d'Espanya d'handbol masculina.
El dominador de la competició és el Futbol Club Barcelona que ha guanyat les tres edicions disputades.

## Clubs participants
La III Supercopa Ibèrica es disputà al Pavelló Vicente Trueba de Torrelavega, el 31 d'agost i 1 de setembre de 2024. Hi participaren els campions de Lliga ASOBAL i Copa del Rei, i de Lliga i Copa portuguesa:
- Futbol Club Barcelona
- Bathco BM Torrelavega
- FC Oporto
- Sporting de Portugal

## Historial
| En negreta = Equip guanyador (prò.) = Pròrroga (p.) = Penals (1) = Nombre de títols Nota: Noms dels equips segons l'època |

| Edició | Temp.   | Data       | Campió           | Resultat | Finalista            | Seu                                       | refs. |
| ------ | ------- | ---------- | ---------------- | -------- | -------------------- | ----------------------------------------- | ----- |
| I      | 2022-23 | 18-12-2022 | FC Barcelona (1) | 32-24    | FC Oporto            | Poliesportiu Ciudad Jardín, Màlaga        | [ 4 ] |
| II     | 2023-24 | 03-09-2023 | FC Barcelona (2) | 44-38    | FC Oporto            | Pavelló Centro Cultural, Viana do Castelo | [ 5 ] |
| III    | 2024-25 | 01-09-2024 | FC Barcelona (3) | 38-33    | Sporting de Portugal | Pavelló Vicente Trueba, Torrelavega       | [ 3 ] |

## Palmarès
| Club                  | Campió | Subcampió | Finals | Anys campió      | Anys subcampió |
| --------------------- | ------ | --------- | ------ | ---------------- | -------------- |
| Futbol Club Barcelona | 3      | 0         | 3      | 2022, 2023, 2024 | –              |
| FC Oporto             | 0      | 2         | 2      | –                | 2022, 2023     |
| Sporting de Portugal  | 0      | 1         | 1      | –                | 2024           |